# Myrcia riodocensis
Myrcia riodocensis é uma espécie de  planta do gênero Myrcia e da família Myrtaceae.  Seus botões florais aparecem em março e julho. 

## Taxonomia
A espécie foi descrita em 1990 por Ariane Luna Peixoto e Graziela Barroso. 

## Forma de vida
É uma espécie terrícola e arbórea. 

## Descrição
Árvore de caule descamante, soltando placas avermelhadas. Folha oblongo-lanceolada, ápice atenuado e base obtusa a cordata; nervura central canaliculada bastante fina, sobressai em relação ao limbo no material seco por adquirir coloração mais enegrecida alguns tricomas. Inflorescência com raque glabra, ocasionalmente puberulenta, na base alguns tricomas curtos e estrigosos são visíveis; bractéolas lanceoladas na ramificação secundária são visíveis; são comuns panículas terminais opostas, as quais podem bifurcar ou trifurcar na base dando aspecto de 4 ou 6 panículas no ápice do ramo. Flor com hipanto glabro a puberulento, de aspecto glandular, quando presentes tricomas são muito curtos; na base dos botões bractéolas lineares são visíveis. Cálice internamente piloso, de lobos livres, irregulares e com tricomas nas margens.Superfície do hipanto glandulosa. 4 lobos calicinais desiguais.  

## Conservação
A espécie faz parte da Lista Vermelha das espécies ameaçadas do estado do Espírito Santo, no sudeste do Brasil. A lista foi publicada em 13 de junho de 2005 por intermédio do decreto estadual nº 1.499-R. 

## Distribuição
A espécie é endêmica do Brasil e encontrada no estado brasileiro de Espírito Santo. 
A espécie é encontrada no domínio fitogeográfico de Mata Atlântica, em regiões com vegetação de floresta ombrófila pluvial.